# Cuadrícula alfanumérica
|   | a  | b  | c  | d  | e  | f  |
| - | -- | -- | -- | -- | -- | -- |
| 1 | a1 | b1 | c1 | d1 | e1 | f1 |
| 2 | a2 | b2 | c2 | d2 | e2 | f2 |
| 3 | a3 | b3 | c3 | d3 | e3 | f3 |
| 4 | a4 | b4 | c4 | d4 | e4 | f4 |
| 5 | a5 | b5 | c5 | d5 | e5 | f5 |
| 6 | a6 | b6 | c6 | d6 | e6 | f6 |

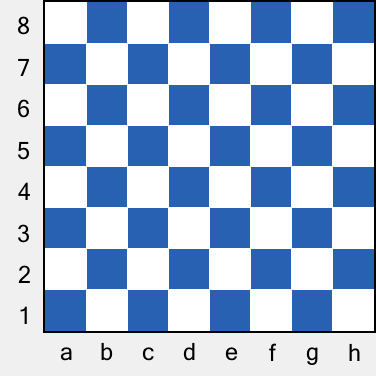
Cuadrícula alfanumérica de un tablero de ajedrez

Una cuadrícula alfanumérica (también conocida como cuadrícula atlas) es un sistema de coordenadas simple sobre un retículo en el que cada celda se identifica mediante una combinación de una letra y un número.
Una ventaja sobre las coordenadas numéricas como malla de referencia, que utilizan dos números en lugar de un número y una letra para referirse a una celda de la cuadrícula, es que no puede haber confusión sobre qué coordenada se refiere a qué dirección. Como ejemplo fácil, se podría pensar en el juego de hundir la flota, en el que basta hacer coincidir la letra de la fila con el número de la columna para localizar la casilla del tablero de juego que se desea mencionar.
También se utiliza una cuadrícula alfanumérica como notación algebraica para referirse a los escaques de un tablero de ajedrez.
Algunos tipos de geocódigos también utilizan letras y números, normalmente varios de cada uno para especificar distintas ubicaciones en regiones mucho más grandes.